# 澤志郎
澤 志郎（さわ しろう、1951年5月1日 - ）は、日本の実業家。
日本交通 (大阪府)・日本交通 (鳥取県)をはじめとするグループ企業の多くの代表取締役社長を務める。

## 経歴
- 1951年5月1日 鳥取県岩美郡大岩村大谷（現在の岩美町大谷）生まれ、大阪府育ち。
- 1976年4月 住友商事入社〔1〕[リンク切れ]

- 1979年10月 日本交通 (大阪府)入社
- 1995年7月12日 父の逝去を受け日本交通 (大阪府)・日本交通 (鳥取県)をはじめとするグループ企業の多くの社長に就任
- 2002年6月 鳥取駅バスターミナル社長に就任
- 2007年6月 鳥取銀行非常勤監査役に就任
- 2008年7月 鳥取県県政顧問に就任

## 関連人物
- 澤春蔵（大おじ、初代社長）
- 澤巖（父、2代目社長）